# Чађавички Луг
Чађавички Луг је насељено место у саставу општине Чађавица, у Вировитичко-подравској жупанији, Република Хрватска.

## Историја
До територијалне реорганизације у Хрватској налазио се у саставу старе општине Подравска Слатина.

### Други светски рат
Из села Чађавички Луг исељено је 300 домова из села Блање исељени су сви Срби (који нису поубијани), а из села Орашњака, Мартинаца, Дранице, Илмин Двора, Крченика, Жабњаче, Милановца и Брештановца исељено је око 650 Срба. Сва ова села налазе се у срезу Доњи Михољац.

## Становништво
На попису становништва 2011. године, Чађавички Луг је имао 277 становника.

## Попис 1991.
На попису становништва 1991. године, насељено место Чађавички Луг је имало 400 становника, следећег националног састава:
| Попис 1991.‍  | Попис 1991.‍  | Попис 1991.‍ | Попис 1991.‍ | Попис 1991.‍ |
| ------------ | ------------ | ----------- | ----------- | ----------- |
|              |              |             |             |             |
| Хрвати       | Хрвати       |             | 346         | 86,50%      |
| Срби         | Срби         |             | 21          | 5,25%       |
| Југословени  | Југословени  |             | 6           | 1,50%       |
| Мађари       | Мађари       |             | 3           | 0,75%       |
| Власи        | Власи        |             | 1           | 0,25%       |
| Словаци      | Словаци      |             | 1           | 0,25%       |
| Украјинци    | Украјинци    |             | 1           | 0,25%       |
| Чеси         | Чеси         |             | 1           | 0,25%       |
| неопредељени | неопредељени |             | 3           | 0,75%       |
| регион. опр. | регион. опр. |             | 2           | 0,50%       |
| непознато    | непознато    |             | 15          | 3,75%       |
| укупно: 400  |              |             |             |             |